# The Librarian: Quest for the Spear
The Librarian: Quest for the Spear is een Amerikaanse televisiefilm uit 2004 onder regie van Peter Winther. De productie werd genomineerd voor onder meer een Writers Guild of America Award en de Saturn Awards voor beste televisiefilm, beste hoofdrolspeler op televisie (Noah Wyle), beste bijrolspeler op televisie (Kyle MacLachlan) en beste bijrolspeelster op televisie (Sonya Walger). In 2007 verscheen The Librarian: Return to King Solomon's Mines, de eerste van meerdere vervolgen.

## Verhaal
Bibliothecaris Flynn Carsen gaat op zoek naar een magisch artefact dat uit zijn bibliotheek werd gestolen. Hij maakt daarbij gebruik van de diensten van een vrouw met bijzondere vechtcapaciteiten.

## Rolverdeling
- Noah Wyle - Flynn Carsen
- Sonya Walger - Nicole Noone
- Bob Newhart - Judson
- Kyle MacLachlan - Edward Wilde
- Kelly Hu - Lana
- David Dayan Fisher - Rhodes
- Jane Curtin - Charlene
- Olympia Dukakis - Margie Carsen
- Lisa Brenner - Debra
- Mario Iván Martínez - Professor Harris

## Prijzen en nominaties
- Saturn Award
  - Genomineerd: Beste televisiefilm
  - Genomineerd: Beste acteur (Noah Wyle)
  - Genomineerd: Beste vrouwelijke bijrol (Sonya Walger)
  - Genomineerd: Beste mannelijke bijrol (Kyle MacLachlan)
- Golden Reel Award
  - Genomineerd: Beste geluidseffecten
- VES Award: Beste visuele effecten
  - Genomineerd: Beste script (David Titcher)